# 9 Dywizja Piechoty (III Rzesza)
9 (Heska) Dywizja Piechoty (niem. 9. Infanterie-Division) – niemiecka dywizja z czasów II wojny światowej, uczestniczyła w agresji na Luksemburg,Belgię i Francję oraz ataku na Związek Radziecki.
9 Dywizja Piechoty sformowana została w 1934 roku pod ukrytą nazwą Infanterieführer V.. Miejsce stacjonowania sztabu Gießen. Na mocy rozkazu z 15 października 1935 otrzymała oficjalną nazwę 9 Dywizja Piechoty. Stacjonowała w IX Okręgu Wojskowym. W 1940 roku uczestniczyła w agresji na Luksemburg, Belgię i Francję. W marcu 1941 został przerzucona z Francji do okupowanej Polski. W latach 1941–1944 walczyła przeciw Armii Czerwonej na terytorium Związku Radzieckiego.  
9 października 1944 została przemianowana na 9 Dywizję Grenadierów Ludowych. Po przerzuconiu na front zachodni, brała udział w ofensywie w Ardenach. W maju 1945 oddała się do niewoli armii USA.

## Dowódcy dywizji
- płk Erwin Oßwald 1 IV 1934 – 1 X 1934;
- gen. mjr Erich Lüdke 1 X 1934 – 7 III 1936;
- gen. por. Erwin Oßwald 7 III 1936 – 4 XI 1938;
- gen. por. Georg von Apell 4 IX 1938 – 1 VIII 1940;
- gen. por. Erwin Vierow 1 VIII 1940 – 31 XII 1941;
- gen. mjr/gen. por. Sigmund Freiherr von Schleinitz 1 I 1941 – 19 VIII 1943;
- gen. por. Friedrich Hofmann 20 VIII 1943 – V 1944;
- płk Otto-Hermann Brücker V 1944;
- gen. por. Friedrich Hofmann V 1944 – 16 VI 1944;
- gen. mjr Werner Gebb 16 VI 1944 – VIII 1944;
- płk/gen. mjr Werner Kolb 1 XI 1944 – IV 1945;

## Struktura organizacyjna
Skład w sierpniu 1939
- - 36 pułk piechoty: miejsce postoju sztabu i I. bataliony – Friedberg, II. i rezerwowego batalionu – Butzbach;
  - 57 pułk piechoty: miejsce postoju sztabu I. i III. Batalionu – Siegen, II. batalionu – Marburg i rezerwowego batalionu – Weilburg;
  - 116 pułk piechoty: miejsce postoju sztabu I., II. i rezerwowego batalionu Gießen, III. batalion – Wetzlar;
  - 9 pułk artylerii: miejsce postoju sztabu i II. dywizjonu - Siegen, III. dywizjonu – Gießen;
  - I dywizjon 45. pułku artylerii ciężkiej: miejsce postoju – Fritzlar;
  - 9 batalion pionierów: miejsce postoju – Hanau;
  - 9 oddział przeciwpancerny: miejsce postoju – Gelnhausen;
  - 9 oddział łączności: miejsce postoju – Wetzlar;
  - 9 oddział obserwacyjny: miejsce postoju – Marburg;

Skład w czerwcu 1941
36., 57. i 116. pułk piechoty, 9. pułk artylerii, I./45. pułk artylerii ciężkiej, 9. batalion pionierów, 9. oddział rozpoznawczy, 9. oddział przeciwpancerny, 9. oddział łączności, 9. polowy batalion zapasowy; 
Skład w październiku 1943
36., 57. i 116. pułk grenadierów, 9. pułk artylerii, 9. batalion pionierów (saperów), 9. batalion fizylierów, 9. oddział przeciwpancerny, 9. oddział łączności, 9. polowy batalion uzupełnień;
Skład w październiku 1944
36., 57. i 116. pułk grenadierów, 9. pułk artylerii, 9. batalion pionierów, 9. dywizyjna kompania fizylierów, 9. oddział przeciwpancerny, 9. oddział łączności, 9. polowy batalion uzupełnień;
Skład w kwietniu 1945
36., 57. i 116. pułk grenadierów, 9. pułk artylerii, 9. batalion pionierów 9. batalion fizylierów, 9. oddział przeciwpancerny, 9. oddział łączności, 9. polowy batalion uzupełnień;